# Cibeureum (Banjar)
Cibeureum is een bestuurslaag in het regentschap Pandeglang van de provincie Banten, Indonesië. Cibeureum telt 1926 inwoners (volkstelling 2010).